# 阿来·加塞姆
阿来·加塞姆（阿拉伯语：‎，2003年2月16日—），出生于瑞典的伊拉克足球运动员，司职后卫。现效力于瑞典足球超级联赛球会哥登堡 ，也代表伊拉克国家足球队。

## 荣誉

### 国家队
伊拉克
- 阿拉伯海灣盃冠军：2023